# Little Current River
Der Little Current River ist ein ca. 220 km langer linker Nebenfluss des Kenogami River in der kanadischen Provinz Ontario. Einschließlich seinem Quellfluss Kawashkagama River liegt die Gesamtflusslänge bei 400 km.

## Flusslauf
Der Fluss bildet den Abfluss des Superb Lake, etwa 100 km nordöstlich des Nipigonsees. Oberstrom entwässert der Quellfluss Kawashkagama River den O’Sullivan Lake. Der Little Current River fließt in ostnordöstlicher Richtung durch den Kanadischen Schild. Dabei durchfließt er den Percy Lake und nimmt die Nebenflüsse Kapikotongwa River, Esnagami River und Wataiabei River auf. Der Little Current River hat eine Länge von ungefähr 220 km. Bis auf die letzten 50 km befindet sich der Flusslauf des Little Current River innerhalb des Little Current River Provincial Parks.

## Hydrometrie
Am unteren Ende des Percy Lake befindet sich bei Flusskilometer 177 der Abflusspegel 04JF001 (⊙). Der mittlere Abfluss (MQ) an dieser Stelle für den Messzeitraum 1968–2021 betrug 52,1 m³/s. Das zugehörige Einzugsgebiet ist 5300 km² groß.
Im folgenden Schaubild werden die mittleren monatlichen Abflüsse des Little Current River für die Messperiode 1968–2021 in m³/s dargestellt.